# Fletschhorn
Fletschhorn je hora ve Walliských Alpách ve Švýcarsku. Nachází se ve skupině Weissmiesgruppe na území okresu Visp (kanton Valais) nad vesnicí Saas-Balen asi 16,5 km jižně od města Brig.
Leží v hřebeni mezi údolími Saastal a Simplontal, kde na severozápadě sousedí s vrcholem Senggchuppa (3607 m) a na jihu s vrcholem Lagginhorn (4010 m). Vrchol Senggchuppa je oddělen sedlem Senggjoch (3616 m), vrchol Lagginhorn sedlem Fletschjoch (3688 m). Z hlavního vrcholu Fletschhornu vybíhá jihozápadním směrem hřeben Jegigrat směřující přes vrchol Jegiturm (3361 m) k vrcholu Jegihorn (3206 m). Před Jegiturmem se z hřebene odpojuje severozápadním směrem krátké rameno s vrcholem Inner Rothorn (3455 m). Východně od hlavního vrcholu leží vedlejší vrchol vysoký 3972 m, ve kterém se k hlavnímu hřebeni připojují tři další boční hřebeny. Severovýchodním směrem vybíhá hřeben Breitloibgrat zakončený kótou Bodmerhorn (2335 m), východním směrem vybíhá hřeben Sibilufluegrat s významnými kótami Rothorn (3108 m) a Wenghorn (2588 m) a jihovýchodním směrem vybíhá krátký hřeben Hosaasgrat. Fletschhorn je obklopen několika ledovci. Na západě stéká po svazích hory ledovec Grüebugletscher, na severu Rossbodegletscher, na severovýchodě Bodmergletescher, na jihovýchodě Sibilufluegletscher a na jihu Fletschhorngletscher a Holutriftgletescher.
Na vrchol poprvé vystoupili 8. srpna 1854 Michael Amherdt, Johannes Zumkemmi a Friedrich Clausen. Impoznatní severní stěnu poprvé zdolali 25. července 1927 E. R. Blanchet, Oskar Supersaxo a Kaspar Mooser. Dnes lze na vrchol vystoupit od chaty Weissmieshütte (2726 m) nebo od bivaku Lagginbiwak (2425 m).